# Szan
Szan (birm. ရှမ်းပြည်နယ် /ʃáɴ pjìnɛ̀/) – jeden ze stanów w Mjanmie (Birmie), ze stolicą w Taunggyi.
Prowincja obejmuje birmańską część gór Szan.
Dominującymi religiami są buddyzm, chrześcijaństwo i islam. Liczną mniejszość narodową stanowią Chińczycy.
Do 1942 na obszarze obecnego stanu Szan istniało kilka państw. Od lat 60. w prowincji działa silny ruch niepodległościowy.